# Legok (Gempol)
Legok is een bestuurslaag in het regentschap Pasuruan van de provincie Oost-Java, Indonesië. Legok telt 8443 inwoners (volkstelling 2010).